# Brickelliastrum fendleri
Brickelliastrum es un género monotípico de plantas de la familia Asteraceae. Su única especie: Brickelliastrum fendleri es originaria de Norteamérica.

## Descripción
Planta con caudex, leñosa, de raíces fibrosas. Tallos erectos, puberulentos. Hojas con pecíolos de 8-30 mm; hojas de 3-9 x 2-5,5 cm, truncadas a cordadas las bases, los márgenes crenado-aserrados a aserradas. Las corolas de 3.5-4.5 mm. Tiene un número de cromosomas de 2 n = 20. Floración julio-septiembre (hasta octubre).

## Distribución y hábitat
Se encuentra entre cantos rodados de piedra caliza, grietas, crestas de las colinas, riscos de piedra arenisca, bosques de pino y abetos a una altitud de 1700-2600 (-2800) m; en Arizona, Nuevo México, Texas en Estados Unidos y en México (Coahuila).

## Taxonomía
Brickelliastrum fendleri fue descrita por (A.Gray) R.M.King & H.Rob.  y publicado en Phytologia 24(2): 64. 1972.
Sinonimia
- Brickellia fendleri A.Gray
- Brickellia fendleri var. nepetifolia B.L.Rob.
- Steviopsis fendleri (A.Gray) B.L.Turner
- Eriocarpum wootonii Greene
- Eupatorium fendleri (A.Gray) A.Gray[5]